# دييغو لوبيز (لاعب كرة قدم أوروغواني)
دييغو لوبيز (بالإسبانية: Diego López)‏ (23 فبراير 1994 في الأوروغواي - ) هو لاعب كرة قدم أوروغواني في مركز الوسط. شارك مع منتخب الأوروغواي تحت 17 سنة لكرة القدم. أما مع النوادي، فقد لعب مع بنيارول وإنستيتوسيون أتلتيكا سود أمريكا ‏.

## وصلات خارجية
- دييغو لوبيز على موقع قاعدة بيانات كرة القدم.إي يو (الإنجليزية)
- دييغو لوبيز على موقع Soccerway.com (الإنجليزية)